# Fet gräsmossa
Fet gräsmossa (Brachythecium turgidum) är en bladmossart som beskrevs av Kindberg 1888. Enligt Catalogue of Life ingår Fet gräsmossa i släktet gräsmossor och familjen Brachytheciaceae, men enligt Dyntaxa är tillhörigheten istället släktet gräsmossor och familjen Brachytheciaceae. Arten är reproducerande i Sverige. Inga underarter finns listade i Catalogue of Life.